# 謝茜嘉·史譚
謝茜嘉·史譚（Jessica Stam；1986年4月23日—）加拿大超級名模。

## 早期生活
潔西卡在加拿大的Kincardine出生，潔西卡她有六個兄弟。起初是想成為牙科醫生。

## 模特兒生涯
她在2002年一次的LA模特兒比賽中勝出,16歲便開始成為模特兒, Steven Meisel
拍攝照片她16歲便開始成為模特兒，也為Steven Meisel拍攝照片。她的模特兒公司是著名的
IMG Agency和Michèle Miller Barrie 。

## 個人標記

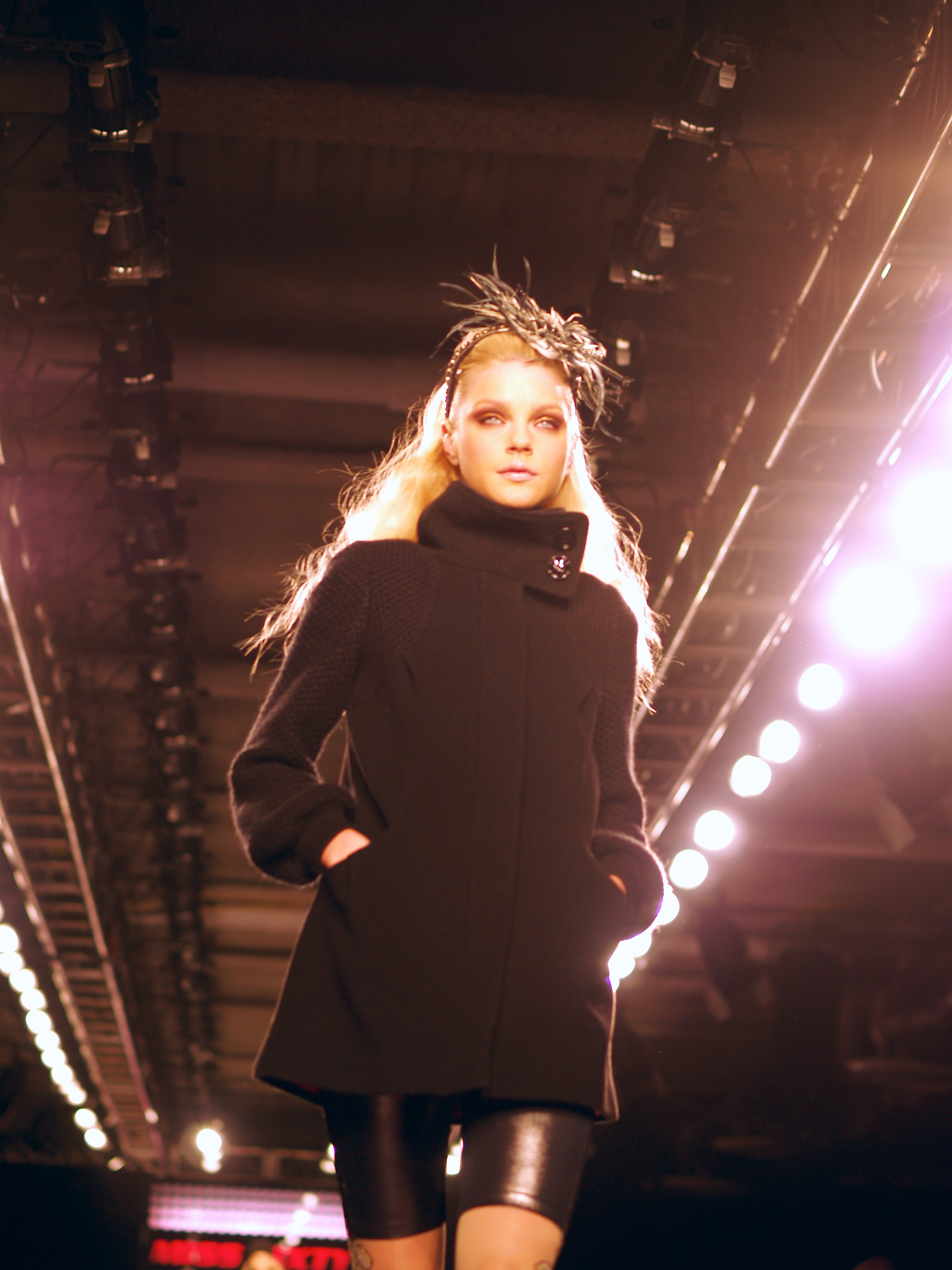
謝茜嘉·史譚在練習走貓步

謝茜嘉也是其中一個娃娃臉模特兒，例子：Gemma Ward，Natalia Vodianova，Lily Cole等。
這是一張不同尋常的娃娃臉，你只會情不自禁地發出驚嘆。如此狡潔的迷幻的攝人的眼睛,
那嬌翹的鼻子和調皮的嘴唇，還有那一頭火紅的頭髮，一張令人一見難忘的臉。它同時擁有
懷舊的氛圍，少女的氣息和時尚的感覺。寒背又如何，這正是她的特別之處。 她的editorials
照片美得讓人目眩，真不知是該感謝攝影師精湛的技巧與觸覺，還是Stam那得天獨厚的潛質，
可能正是要有這兩者的完美結合，才會有那些讓我們屏息靜觀的美圖。

## 個人生活

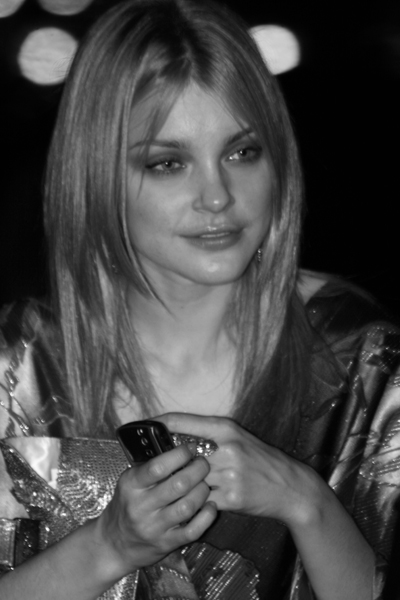
2007年謝茜嘉出席 American Art Gala Studio 於 Whitney Museum 舉行的 Shades of Gray 派對
攝影師：Christopher Peterson

她曾經和歌手安東尼·基德斯 (嗆辣紅椒主唱)拍拖, 期間更多次給傳媒拍到他們一起外出的甜蜜照。她跟基德斯分手之後, 曾與演員哈里森·福特的兒子 - Malcolm Ford交往過。在2007, 她跟DJ - Adam Goldstein分手, 他們只拍拖4個月多。現時暫未有另一半。
-而她在模特兒圈比較老友的model有 Lily Donaldson, Gemma Ward, Agyness Deyn, Lily Cole, Irina Lazareanu等等
-Jessica經常會出席一些名人party or 品牌所舉辦的party
-她的夜生活亦相當精彩